# Ceremoniemeester

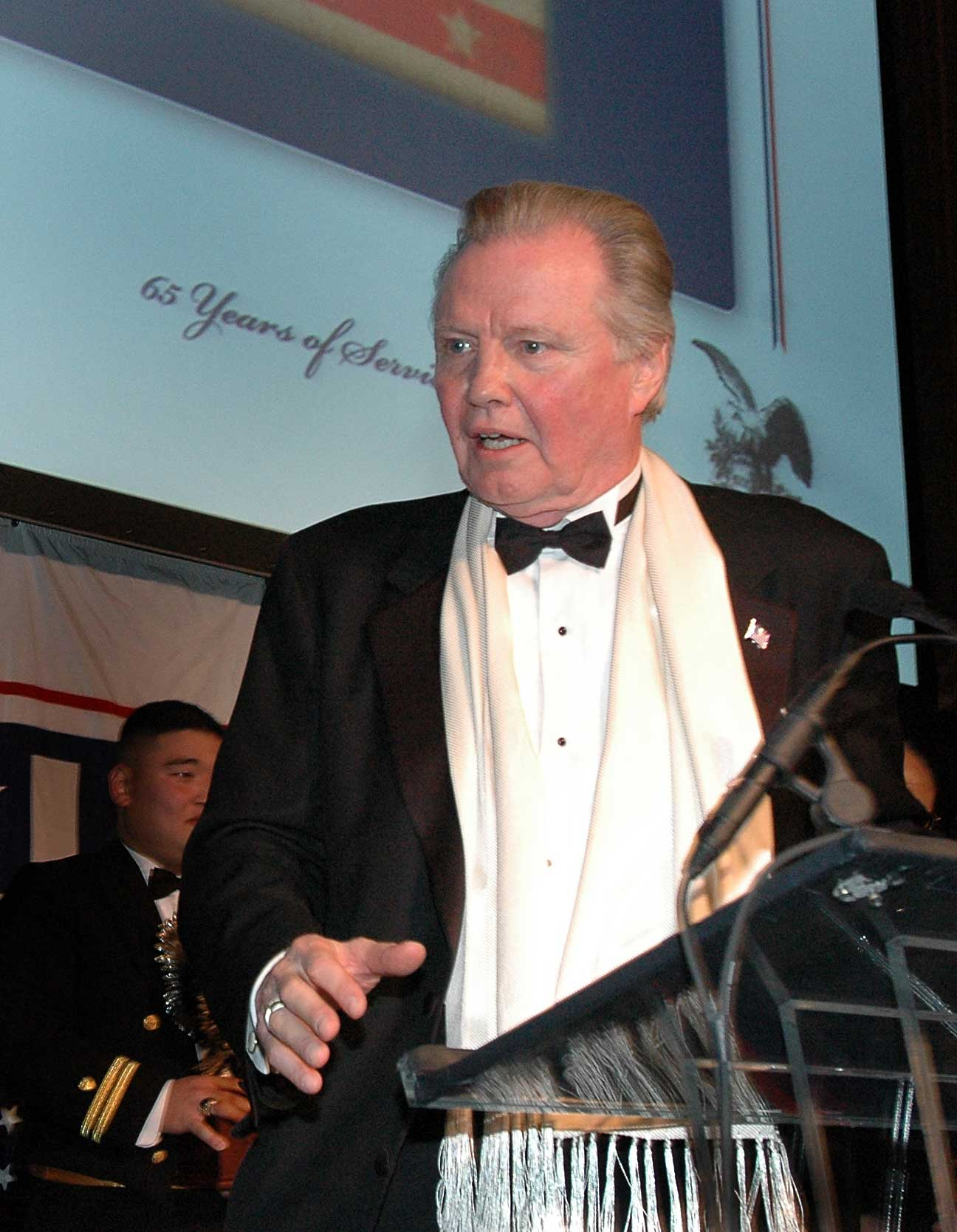
Acteur Jon Voight als ceremonie-meester bij een uitreiking van militaire medailles in New York, 2006

Een ceremoniemeester (in de Rooms-Katholieke Kerk: ceremoniarius) is de gastheer of gastvrouw van een ceremonie, een optreden op toneel, of een andere vertoning voor publiek. De ceremoniemeester kondigt optredens aan, spreekt tot het publiek en zorgt er over het algemeen voor dat de show voortgang blijft houden. Bij een formeel diner behoort de tafelschikking tot de taken van de ceremoniemeester. De term komt oorspronkelijk uit de Rooms-Katholieke Kerk.
Bij bruiloften of andere feesten, zoals een promotie, wordt vaak ook een ceremoniemeester ingeschakeld die alle optredens van genodigden coördineert. 
Vaak is dat een familielid, bijvoorbeeld een broer van de bruidegom.
Bij een uitvaart fungeert meestal de uitvaartondernemer als ceremoniemeester.

Het Engelse woord voor ceremoniemeester is Master of Ceremonies. Dit woord of de afkorting ervan, MC (spreek uit em-sie) is vanuit Amerika in het Nederlands terechtgekomen in de betekenis hiphopartiest. 
Bij carnavalsverenigingen is het ook de gewoonte een ceremoniemeester te hebben. Deze zorgt dat de vereniging overal op tijd is, dat het programma van een activiteit goed door blijft lopen en loopt voorop bij optochten en als ze ergens de bühne op moeten. De ceremoniemeester hanteert een grote stok die vaak ook een logo of gerelateerde afbeelding van de vereniging draagt.
Sommige verenigingen hebben ook een aparte jeugdceremoniemeester voor het jeugd-gedeelte van de vereniging. 

## Rooms-Katholieke Kerk
De kerkelijke ceremoniemeester (Latijn: ceremoniarius) is vooral belangrijk binnen de Tridentijnse mis en de Byzantijnse liturgie. Als hoofdmisdienaar is hij belast met het organiseren en repeteren van de rituelen van elke mis. De ceremoniarius geeft leiding aan alle andere misdienaars tijdens de liturgie. Soms staat hij ook aan het hoofd van alle actieve en niet-actieve misdienaars in de betreffende kerk. Hij moet de gehele Heilige Mis in alle facetten kennen en heeft de bevoegdheid de celebrant, overige geestelijken en de misdienaars tijdens de liturgie terecht te wijzen indien deze een fout begaan. Een ceremoniarius kan verantwoordelijk zijn voor de opleiding, planning en de kleding van de misdienaars. 
De ceremoniarius van de paus is een priester die de kerkvader assisteert bij de uitvoering van liturgische plechtigheden. Deze maakt als pauselijk ceremoniemeester deel uit van het Bureau voor de Liturgische Vieringen van de Paus.
De ceremoniarius van het aartsbisdom Utrecht is een leek die de aartsbisschop assisteert bij het organiseren en coördineren van liturgische vieringen; maar ook zijn chauffeur is.
Indien een kerk of parochie meerdere ceremoniarii heeft wordt er een ceremoniarius-chef aangesteld die hoofd is van alle actieve en niet-actieve misdienaars binnen een kerk of parochie.
Vaak wordt er met betrekking tot de kerkelijke ceremoniemeester vastgehouden aan de benaming "ceremoniarius" om verwarring met een niet-kerkelijke ceremoniemeester tijdens een huwelijk of uitvaart te voorkomen.